# Felip Pedrell

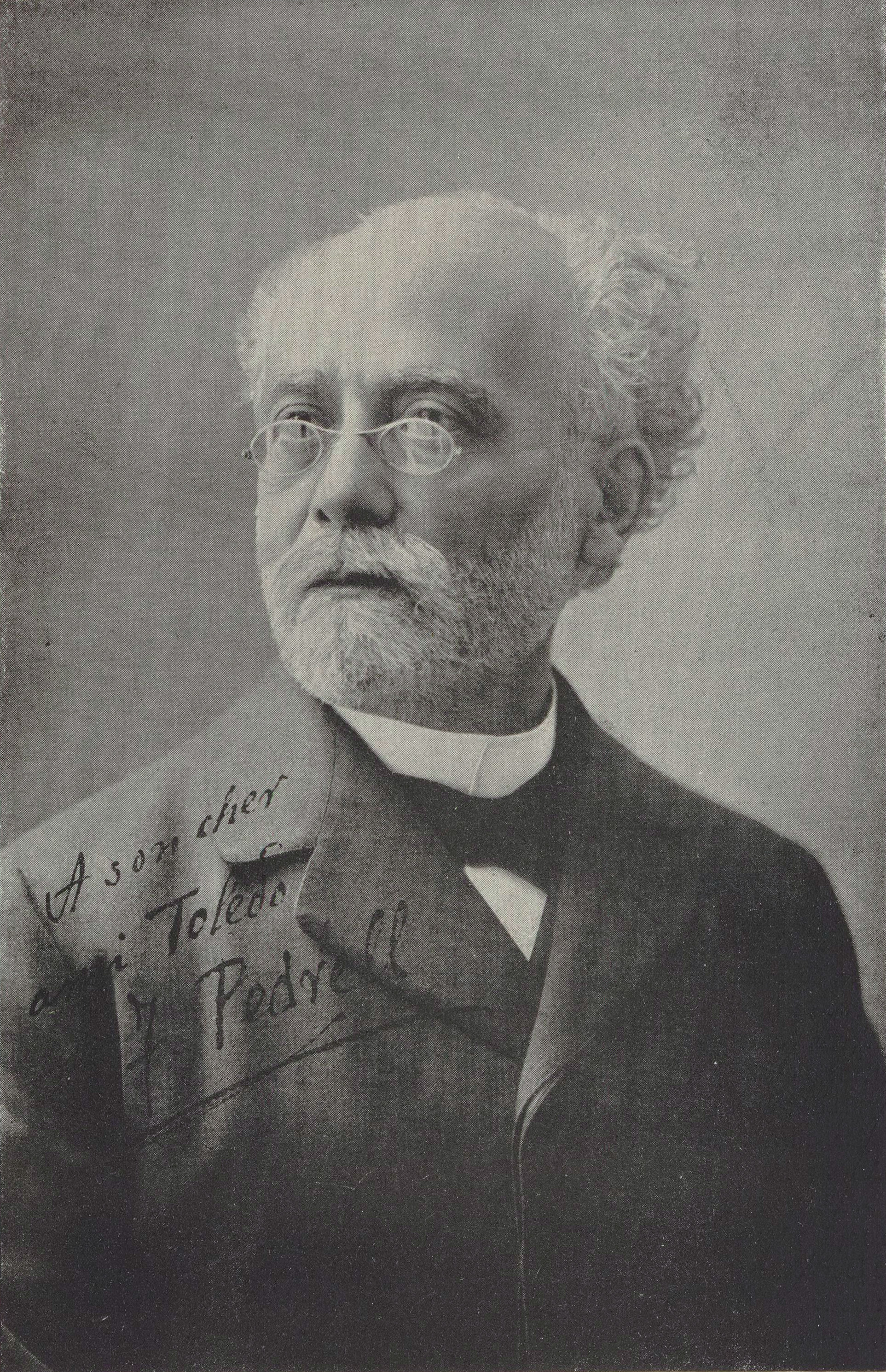
Felip Pedrell

Felip Pedrell i Sabaté, auf Spanisch Felipe Pedrell (* 19. Februar 1841 in Tortosa; † 19. August 1922 in Barcelona) war ein katalanischer Komponist und Musikwissenschaftler.

## Leben
Pedrell gilt als der Vater der spanischen Nationalmusik. Er war zunächst Chorknabe in Tortosa, erhielt gleichzeitig Musikunterricht, war größtenteils Autodidakt. Seine Werke umfassen Opern (darunter L’ultimo abenzerraggio, komponiert 1867–89, UA 1874, und Els Pireneus, komponiert 1891, UA Barcelona, 4. Januar 1902), Zarzuelas wie La Matinada (1905), Orchesterwerke, Kirchen- und Kammermusik sowie Lieder. Bei einem Studienaufenthalt in Rom lernte er die große Tradition der spanischen Musik kennen, die in den dortigen Archiven versammelt ist. Sein Anliegen im Sinne des musikalischen Nationalismus seiner Zeit war die Wiederentdeckung des spanischen Nationalstils sowohl in den Formen der historischen Kunstmusik als auch in der leichteren Volksmusik.
Seine musikwissenschaftlichen Studien gipfelten in der Herausgabe der sämtlichen Werke (1902–1913) des spanischen Renaissancekomponisten Tomás Luis de Victoria (1548–1611). 1873 wurde er Direktor des Opernhauses im Teatro Circo in Barcelona. 1876 in Italien, 1877/78 Paris danach Musikredakteur. 1894 ging er als Hochschullehrer/Professor an das Konservatorium nach Mailand. 1904 kehrte er nach Barcelona zurück, wo er als Musikkritiker und Forscher tätig blieb.
Seine bedeutendsten Schüler waren Enrique Granados, Manuel de Falla, Isaac Albéniz und Robert Gerhard.